# Theodor Rogge

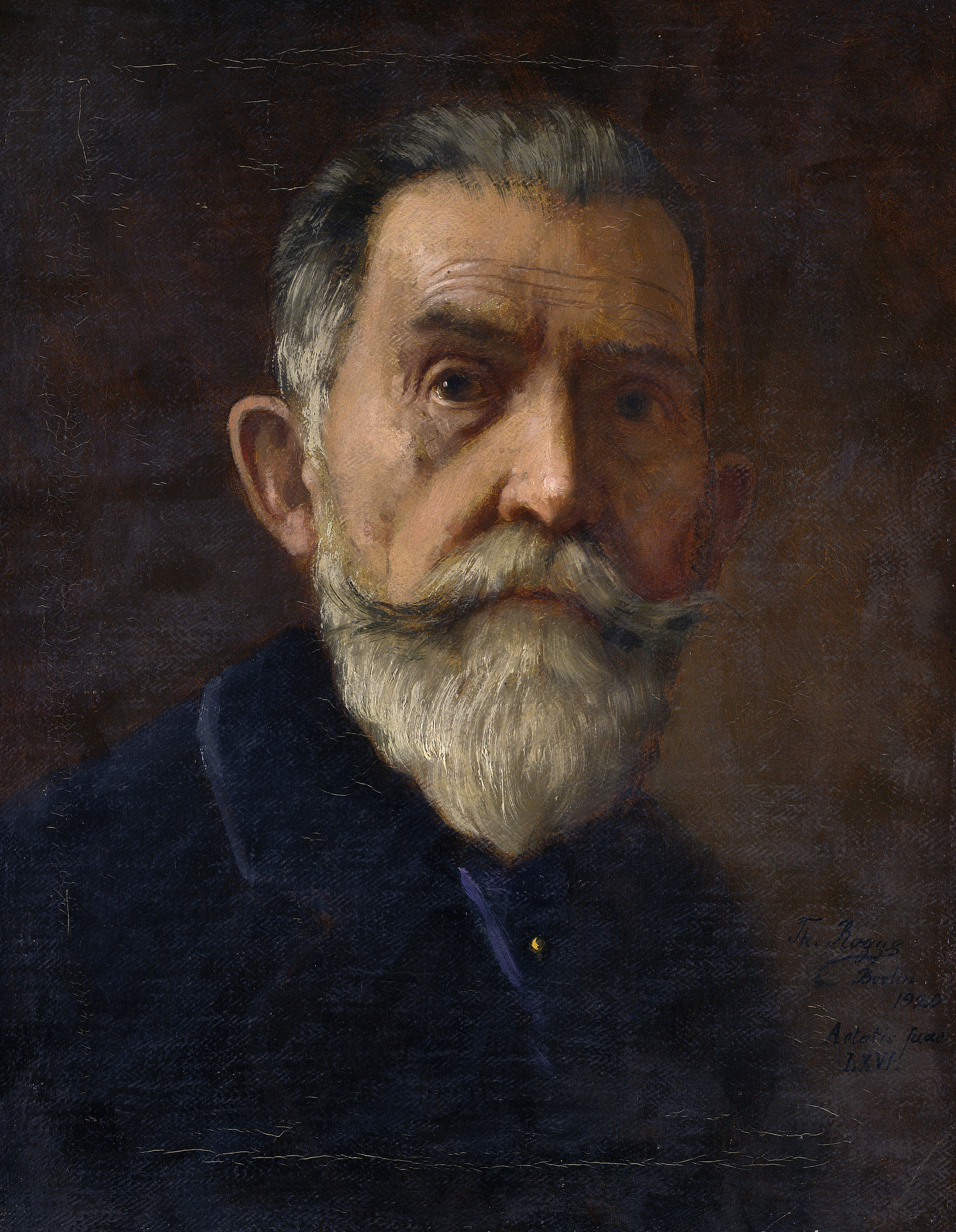
Selbstbildnis Theodor Rogges, 1920, Neue Nationalgalerie, Berlin

Theodor Franz Emil Rogge (* 21. Januar 1854 in Rostock; † 26. Mai 1933 in Berlin-Buch) war ein deutscher Architekt, Bildnis- und Landschaftsmaler sowie Kunstlehrer.

## Leben
Theodor Rogge war der zweite von drei Söhnen des gleichnamigen Kanzlisten am Oberlandesgericht Theodor (Friedrich Christian Bernhard) Rogge (1819–1899) und dessen Frau (Johanna Dorothea Sophia) Doris Rogge, geb. Paegelow (1823–1894). Sein älterer Bruder war der Gewerbeschullehrer Wilhelm Rogge (1851–1882). Ab Oktober 1871 studierte Rogge am Polytechnikum München und an der Münchner Kunstakademie, hier zunächst in der Antikenklasse. 1874 absolvierte er in Rostock seinen Wehrdienst als Einjährig-Freiwilliger, während dieser Zeit gab er dem jungen Franz Bunke, später Professor an der Weimarer Kunstakademie, Zeichenunterricht. Anfang der 1880er Jahre war er als Lehrer an der Königlichen Industrieschule Augsburg tätig. Später nahm er seinen Wohnsitz in Berlin-Friedenau im Haus Sponholzstraße 45. Neben seiner Arbeit als Maler lieferte er eine Reihe von Aufsätzen zu Architektur mit Themen wie „Die Renaissance in Augsburg“ und „Rostocks Profanbauten im Mittelalter“. Diese veröffentlichte er, mit eigenhändigen Zeichnungen versehen, in verschiedenen einschlägigen Zeitschriften, ebenso zeichnete er für illustrierte Unterhaltungsblätter wie Über Land und Meer und die Leipziger Illustrirte Zeitung.
1889 wurde Rogge als Lehrer an die Kunstgewerbeschule in Lissabon berufen und 1891 ebenda zum Professor ernannt. Eine Anzahl in Spanien und Portugal entstandener Aquarelle befand sich im Besitz des Großherzoglichen Museums in Weimar. Er war ab 1893 Mitglied der Allgemeinen Deutschen Künstlergenossenschaft.
Theodor Rogge heiratete am 22. Juli 1897 in Berlin Maria Clara Helene Feder, geb. Schubert (1853–1915), die Witwe des Berliner Polizeirats Bruno Feder. Clara (Cläre) Schubert-Feder hatte in Zürich und Wien studiert und zur Dr. phil. promoviert, war Dozentin an der Humboldt-Akademie und Schriftstellerin. Die Ehe wurde nach vier Jahren am 29. Oktober 1901 geschieden. Ebenfalls in Berlin heiratete Rogge in zweiter Ehe am 19. September 1913 die Witwe Klara Marie Henriette Postler, geb. Martzahn (1852–1921).
Nach dem Ersten Weltkrieg verlieren sich die Spuren Theodor Rogges, die letzten Hinweise sind ein mehrseitiger Artikel in Westermanns Monatsheften aus dem Jahr 1921, der Reisebericht „Bilder aus Portugal“, sowie der Eintrag im Berliner Adressbuch für 1924. Er wohnte zuletzt in den Heilanstalten in Berlin-Buch, wo er 1933 als Witwer mit 79 Jahren im Städtischen Ludwig-Hoffmann-Hospital verstarb.

## Werk (Auswahl)

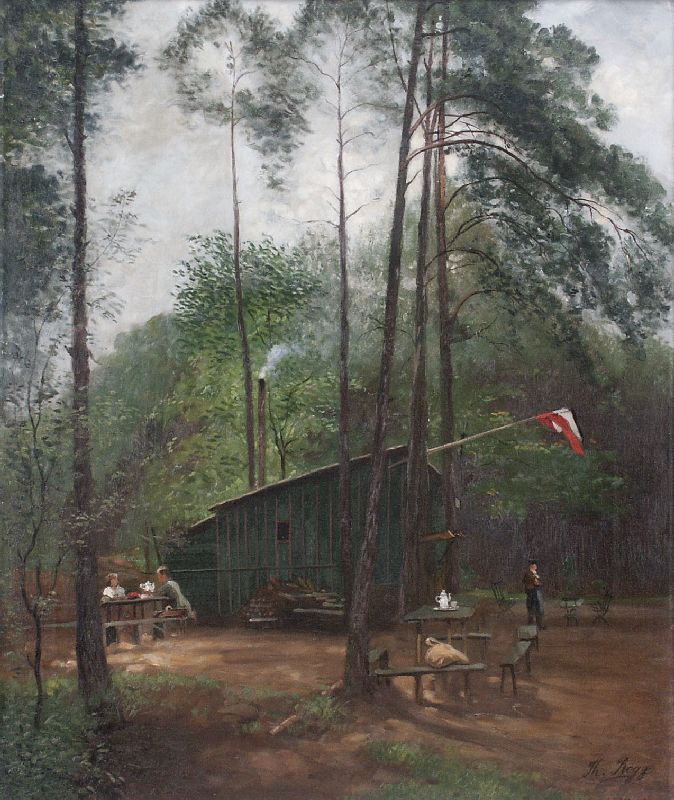
Im Waldlokal

### Gemälde und Grafiken
- Album von Rostock und Warnemünde. 20 Bilder in Lichtdruck. (gezeichnet und mit erläuterndem Text versehen von Theodor Rogge) Hinstorff, Wismar 1884.[8]
- Album von Warnemünde. 11 Bilder. (Reprint der Ausgabe von 1884) Altstadt-Verlag, Rostock 1998, ISBN 3-930845-37-7.
- Im Waldlokal (1916), Öl auf Leinwand, 61 × 50 cm
- Rostock, Kröpeliner Tor, Öl auf Leinwand, 36 × 47 cm
- Cordoba, Öl auf Leinwand, 63 × 45 cm
- Klosterhof, Öl auf Leinwand, 54 × 41 cm
- Sorrento, Capo di Monte, Gouache, 44 × 63 cm
- Granada, Öl auf Tafel, 43 × 31 cm
- Bay von Biskaya – Abendwolken, Gouache, 37,5 × 45 cm
- Deutsches Vollschiff, Öl auf Leinwand, 36 × 42,5 cm
- Selbstbildnis (1920), Öl auf Leinwand, 41,5 × 32 cm, Neue Nationalgalerie, Berlin, Inventar-Nr. A III 651

### Schriften
- Die Renaissance in Augsburg.
  - Die Badezimmer im Fuggerhause zu Augsburg. In: Zeitschrift für bildende Kunst. 16. Jahrgang, 1881, S. 11–14 (archive.org).
  - Das Portal des Zeughauses zu Augsburg. In: Zeitschrift für bildende Kunst. 16. Jahrgang 1881, S. 319–320 (archive.org).
  - Die Augsburger Brunnen. In: Zeitschrift für bildende Kunst. 17. Jahrgang 1882, S. 1–10 und S. 37–43 (Teil 1 – archive.org) und (Teil 2 – archive.org).
- Fassadenmalereien vom Schloß zu Füssen. In: Kunstgewerbeblatt. Jahrgang 1887, Heft 11, S. 213–214 (ub.uni-heidelberg.de).
- Rostocks Profanbauten im Mittelalter. In: Zeitschrift für bildende Kunst. 22. Jahrgang 1887/1888:
  - Teil 1: S. 261–268 (archive.org) / Teil 2: S. 303–311 (archive.org) / Teil 3: S. 337–342 (archive.org).
- Das Kroepelinerthor zu Rostock. In: Allgemeine Bauzeitung. 52. Jahrgang, 1887, S. 77–78 (Hauptteil, Online bei ANNO) / S. 63–64 (Pläne, Online bei ANNO).
- Stukkaturen aus den Badezimmern des Fuggerhauses zu Augsburg. In: Kunstgewerbeblatt. Jahrgang 1888, Heft 1, S. 15–16 (ub.uni-heidelberg.de).
- Die St. Marienkirche zu Rostock. In: Allgemeine Bauzeitung. 55. Jahrgang, 1890, S. 38–39 (Hauptteil, Online bei ANNO) / S. 32–36 (Pläne, Online bei ANNO).
- Architektonische Skizzen aus Portalegre. In: Deutsche Bauzeitung. 28. Jahrgang, 1894, Nr. 9/10, S. 53 (Digitalisat, Hefte 1–9 = S. 1–56; PDF 11,9 MB; beim KOBV), S. 60 und S. 62 (Digitalisat, Hefte 10–17 = S. 57–108; PDF 11,2 MB; beim KOBV).
- Portugiesische Fayence-Fliesen (Azulejos). In: Kunstgewerbeblatt. Neue Folge, 5. Jahrgang, 1894, S. 1–4 (ub.uni-heidelberg.de).
- Bilder aus Portugal. Von Prof. Theodor Rogge. Mit neun mehr- und neun einfarbigen Abbildungen nach Zeichnungen und Aquarellen des Verfassers. In: Westermanns Monatshefte. 65. Jahrgang, Band 130 (März–Mai 1921), S. 19–32.